# Boulangismus
Der Boulangismus war eine politische Bewegung, die sich zwischen 1888 und 1890 in Frankreich um den General Georges Ernest Boulanger sammelte. Seine Anhänger bezeichneten sich als Boulangisten.

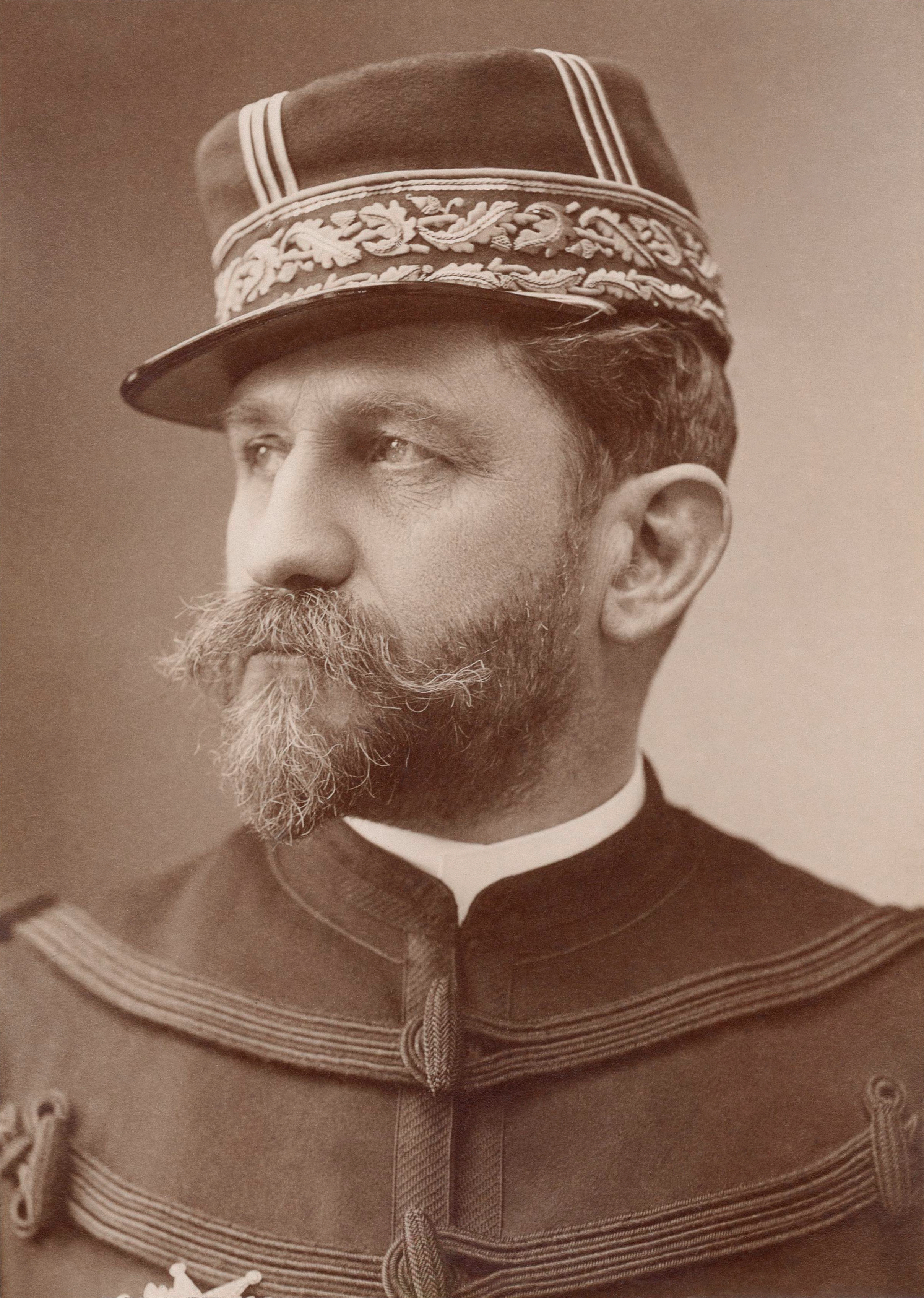
Georges Boulanger, Aufnahme Nadar

## Geschichte
1886 wurde Georges Boulanger, den seine Offiziere „General Revanche“ nannten, zum Kriegsminister ernannt. Dabei profilierte er sich unter anderem durch die Modernisierung der Armee. 1887 nutzte Boulanger die Schnäbele-Affäre, um seiner Werbung für eine Revision der Grenzen, die im Frieden von Frankfurt 1871 festgelegt worden waren, Nachdruck zu verleihen. Durch die republikanische Regierung, die ihn als Sicherheitsrisiko einstufte, wurde er aus seinem Amt entlassen. Daraufhin versammelte sich um ihn eine populistische Bewegung. Nachdem Boulanger am 15. Mai 1890 seinen Rücktritt als Parteichef verkündet hatte, vereinigten sich die meisten seiner ehemaligen Anhänger unter der Führung von Georges Laguerre, Charles-Ange Laisant und anderen zu einer „Republikanisch-sozialistisch-revisionistischen Allianz“, die am 4. Mai 1890 in Paris gegründet wurde. Der Boulangismus galt mit seinem Populismus als Wegbereiter der Neuen Rechten in Frankreich.

## Programm
Das Programm bestand vor allem aus einer Revision der Verfassung mit Abschaffung der Präsidentschaft und einem Einkammersystem. Die Exekutive sollte plebiszitär legitimiert werden. Seinen Anhängern stellte er eine Revanche gegenüber Deutschland für den Deutsch-Französischen Krieg in Aussicht.
Die Person des Generals war selbst ein Teil des Programmes. In bonapartistischer Tradition ließ er sich als „Retter der Nation“ feiern. Der Personenkult beruhte neben dem Einsatz von Massenmedien auf dem Verkauf von Biographien, Bildern und Boulanger-Figuren.

## Anhänger
Zu seinen Anhängern gehörten neben traditionellen Monarchisten wie der Herzogin von Uzès Bonapartisten, politische Katholiken wie Albert de Mun, nationalistische Revanchisten wie Paul Déroulède auch radikale Republikaner und Sozialisten. Letztere erhofften sich Sozialreformen durch den General. Sie alle verband die Hoffnung einer autoritären Problemlösung. Thomas Gräfe resümiert:
Die französischen Antisemiten sammelten sich um Personen wie Kriegsminister Boulanger oder den Publizisten Edouard Drumont, dessen Schriften auch von deutschen Antisemiten begierig gelesen wurden.

## Notizen
1. ↑  Thomas Gräfe: Antisemitismus in Deutschland 1815–1918. Rezensionen, Forschungsüberblick, Bibliographie. 2. rev. Aufl. 2010, BoD Norderstedt 2010, ISBN 9783837001389, S. 220.